# Hanková
Hanková es un municipio situado en el distrito de Rožňava, en la región de Košice, Eslovaquia. Tiene una población estimada, en septiembre de 2022, de 87 habitantes.
Está ubicado al oeste de la región, en la cuenca hidrográfica del río Hernád, y cerca de la frontera con la región de Banská Bystrica y Hungría.

## Demografía
| Año        | 1994 | 2004     | 2014     | 2024    |
| ---------- | ---- | -------- | -------- | ------- |
| Población  | 73   | 55       | 83       | 78      |
| Diferencia |      | −24,65 % | +50,90 % | −6,02 % |

| Año        | 2023 | 2024    |
| ---------- | ---- | ------- |
| Población  | 79   | 78      |
| Diferencia |      | −1,26 % |